# Мексико на Светском првенству у атлетици у дворани 2012.
Мексико је тринаести пут учествовао на Светском првенству у атлетици у дворани 2012. одржаном у Истанбулу од 9. до 11. марта. Репрезентацију Мексика представљао је један такмичар, који се такмичио у трци на 3.000 метара.
Мексико није освојио ниједну медаљу а постигнут је национални рекорд.

## Учесници
Мушкарци:
- Хуан Луис Бариос — 3.000 м

## Резултати

### Мушкарци
| Атлетичар        | Дисциплина | Лични рекорд | Квалификације | Квалификације | Финале               | Финале  | Детаљи |
| Атлетичар        | Дисциплина | Лични рекорд | Резултат      | Место         | Резултат             | Место   | Детаљи |
| ---------------- | ---------- | ------------ | ------------- | ------------- | -------------------- | ------- | ------ |
| Хуан Луис Бариос | 3.000 м    |              | 7:54,07 НР    | 10. у гр. 1   | Није се квалификовао | 10 / 21 |        |